# Волжский (Нижегородская область)
Волжский — посёлок в Кстовском районе Нижегородской области. Входит в состав Работкинского сельсовета.

## История
В 1965 г. Указом Президиума ВС РСФСР поселок учебно-производственного хозяйства Работкинского сельскохозяйственного техникума переименован в Волжский.
В 2012 году в состав посёлка был включён упразднённый посёлок Первое Мая.

## Население
| 2002 | 2010 |
| ---- | ---- |
| 987  | ↘840 |